# Desa Sindangresmi (administrativ by i Indonesien, Jawa Barat, lat -7,03, long 106,81)
Desa Sindangresmi är en administrativ by i Indonesien.   Den ligger i provinsen Jawa Barat, i den västra delen av landet, 90 km söder om huvudstaden Jakarta.